# Notholca cornuta
Notholca cornuta är en hjuldjursart som beskrevs av Carlin 1943. Notholca cornuta ingår i släktet Notholca och familjen Brachionidae. Inga underarter finns listade i Catalogue of Life.